# Paraphatnomella
Paraphatnomella is een geslacht van wantsen uit de familie van de Tingidae (Netwantsen). Het geslacht werd voor het eerst wetenschappelijk beschreven door Lis in 2000.

## Soorten
Het genus bevat de volgende soorten:

- Paraphatnomella indica B. Lis, 2000
- Paraphatnomella tamasi B. Lis, 2000